# Lingé

Lingé este o comună în departamentul Indre, Franța. În 1 ianuarie 2022 avea o populație de 203 de locuitori.